# Circunferencia inscrita
Una circunferencia inscrita en un polígono regular es aquella que, siendo interior, es tangente a todos sus lados. Al radio de una circunferencia inscrita en un polígono se le denomina inradio.
Las bisectrices de los ángulos internos del triángulo se intersecan en un punto del mismo llamado incentro, que es el centro de la circunferencia inscrita a dicho triángulo. Es uno de los elementos secundarios del triángulo.